# Emanuel Tomanek
Emanuel Tomanek (ur. 25 grudnia 1893 w Szarleju, zm. 1940) – podporucznik rezerwy piechoty Wojska Polskiego II RP, komendant główny Związku Powstańców Śląskich.

## Życiorys
Urodził się 25 grudnia 1893 w Szarleju, w rodzinie Hugona. Podczas I wojny światowej został zmobilizowany do armii niemieckiej i skierowany na front zachodni. W I powstaniu śląskim dowodził kompanią, która walczyła na terenach Niemiec, jednak to starcie zakończyło się jego porażką. Później prowadził pracę wywiadowczą na terenie Górnego Śląska. Od 20 czerwca 1922 kontynuował agenturalną działalność w strukturach Policji Województwa Śląskiego, w stopniu starszego przodownika. Od 1 października 1923 do 30 czerwca 1924 był kierownikiem Ekspozytury Oddziału IV D w Królewskiej Hucie (od 1 listopada 1923 Agentury Informacyjnej).
8 stycznia 1924 został zatwierdzony w stopniu podporucznika ze starszeństwem z dniem 1 czerwca 1919 i 1273. lokatą w korpusie oficerów rezerwowych piechoty. Posiadał przydział w rezerwie do 75 pułku piechoty w Chorzowie.
W 1932 został zastępcą komendanta głównego, a dwa lata później komendantem głównym Związku Powstańców Śląskich. W latach 1933–1939 był naczelnikiem gminy Lipiny (dzisiejsza część Świętochłowic). Członek Śląskiej Rady Wojewódzkiej. W sierpniu 1939 objął dowództwo nad batalionami Ochotniczej Powstańczej Samoobrony, zorganizowanymi z inicjatywy gen. bryg. Jana Jagmina-Sadowskiego. Przez kilkanaście godzin po wybuchu II wojny światowej dowodził linią obrony miast Górnego Śląska. Po opuszczenia Górnego Śląska ewakuował się do Lwowa.

## Ordery i odznaczenia
- Krzyż Niepodległości (6 czerwca 1931)[11]
- Krzyż Walecznych
- Złoty Krzyż Zasługi (28 grudnia 1936)[12]
- Srebrny Krzyż Zasługi
- Medal Pamiątkowy za Wojnę 1918–1921
- Gwiazda Górnośląska